# Acestridium
Acestridium é um gênero de bagre da família Loricariidae, que tem seus membros chamados genéricamente de Cascudo.

## Espécies
As espécies de Acestridium são nativas de pequenos riachos da região amazônica do Brasil, Venezuela e Colômbia. Atualmente existem 7 espécies do gênero:
- Acestridium colombiense
- Acestridium dichromum
- Acestridium discus
- Acestridium gymnogaster
- Acestridium martini
- Acestridium scutatum
- Acestridium triplax